# 阿耶洛的马特奥
阿耶洛的马特奥（12世纪—1193年7月21日），12世纪西西里王国诺曼朝廷高级成员，他的兄弟乔万尼是一名主教。

## 仕途
他出生不迟于1134年。
他在1156年7月作为起草贝内文托条约的海军上将巴里的马乔尼的公证人。在古列尔莫二世年间，他崛起，成为第一位法院大首席书记和宰相。
马乔尼准备让马特奥做自己的接班人，1159年甚至派他代表自己向罗马的教宗历山三世求得继承古列尔莫一世的许可。1160年11月10日，马特奥警告马乔尼一场刺杀将要来临，无果。马特奥逃跑，马乔尼被马特奥·博内洛所杀。
1162年，马特奥阻止古列尔莫一世摧毁萨莱诺城。古列尔莫一世死后，他成为摄政母后纳瓦拉的玛格丽塔最重要的顾问。古列尔莫一世末年的几场叛乱后，马特奥凭借记忆编译了大量在叛乱中遗失的记录目录。1166年，他成为宰相人选，但最终为相的是珀谢的斯蒂芬，这使他长期憎恨后者。
他参与了玛格丽塔的弟弟蒙泰斯卡廖索伯爵恩里科的叛乱，但没有被捕。但在恩里科于墨西拿落網后，他参与阿格里真托主教詹蒂莱在帕勒莫刺杀斯蒂芬的行动。事败，他俩双双被捕。在狱中，马特奥协调了另一场叛乱，其同谋者成功在大教堂钟塔围困了宰相，释放了马特奥，马特奥给宰相安全离开去参加十字军东征的机会，也为自己当上宰相铺平了道路。
但马特奥没有立即升为宰相。他先是出任副宰相（1169年12月），於任內持续建议玛格丽塔，反对介入英格兰教会和政权之间的危机。玛格丽塔支持托马斯·贝克特和历山三世，而马特奥强烈支持国王亨利二世，认为他的主张与西西里先王们相似。因类似原因，之后几年他反对瓜尔铁罗·奥法米利奥的封建化和亲帝国政策。编年史家圣杰马诺的里卡多描述瓜尔铁罗和马特奥为“王国两个最坚定的纵队”。
马特奥是一个残忍的重婚者。尽管他受困于痛风，诗人埃博利的皮耶特罗称他试图通过用儿童的血洗脚来治愈。
马特奥反对古列尔莫二世因为“她的婚姻会毁灭西西里”的预言而自童年起就被关在修道院里当修女的姑母科斯坦察公主与当时的神圣罗马帝国皇子海恩里希即未来的亨利六世皇帝的婚事。在古列尔莫二世已将这位姑母定为西西里王位女继承人并要求马特奥等人宣誓效忠的情况下，古列尔莫死后，马特奥等诱导瓜尔铁罗和其他贵族拥戴古列尔莫的私生堂兄莱切伯爵坦克雷迪继位。因马特奥所做的反对安德里亚的鲁杰罗的宣传，后者的王位候选资格遭廢，坦克雷迪的加冕得到了保障。因马特奥的劝说，教宗克莱芒三世也支持坦克雷迪。因此坦克雷迪拜马特奥为宰相，这也是在1168年斯蒂芬逃跑后西西里王国第一次任命宰相。
1191年，亨利六世意图入侵西西里为皇后科斯坦察夺取西西里王位，撤退未遂，将科斯坦察留在萨莱诺作为自己会很快回来的信号。马特奥之子尼科洛时为萨莱诺主教，敌视日耳曼人，当时正在那不勒斯帮助守城，他写信给萨莱诺城内的朋友，萨莱诺的市民们随后重归坦克雷迪并将科斯坦察交给他。王后西比拉未能说服坦克雷迪处决科斯坦察，于是在坦克雷迪建议下和马特奥商议此事，马特奥当着西比拉的面给坦克雷迪写信，说服他将科斯坦察关在那不勒斯一座四面环水的岛屿上的蛋堡内，由守卫那不勒斯的贵族阿利杰诺·科托内看守，将她和民众隔离。马特奥还给阿利杰诺写信，要他“妥善看守大海中蛋堡里的皇后”。但仅1年后，迫于教宗雷定三世的压力，坦克雷迪被迫释放科斯坦察去罗马，换取教宗对自己的认可。德军士兵在途中救走了科斯坦察。
1192年6月，坦克雷迪和马特奥、大主教阿马尔菲的迪奥尼索斯在格拉维纳会见了教皇国使者阿尔比努斯主教、阿奎罗的圣玛利亚的枢机执事格雷戈里。
马特奥的健康继续恶化，1193年以高龄去世。他将帕勒莫一座名为圣贝内德托的修女院作为自己的纪念碑。他有两个有影响力的儿子：受封为阿耶洛伯爵的里卡多，及上述的尼科洛。里卡多继承了他的职位，却没有他的能力。

## 评价
- 法尔坎杜斯不看好马特奥的前途，但对他的能力或智力均不否认，还两次在朝廷称他是最聪明的人。据推测，马特奥精通阿拉伯语、希腊语、拉丁语。[6]
- 服务于亨利六世夫妇的修士埃博利的皮耶特罗从不称马特奥为宰相，而称之为“重婚者、牧师、加略人犹大、九头蛇”。